# ざっくりマンデー!!
『ざっくりマンデー!!』は、一部のTBS系列局で放送されていたTBS製作の生活・情報バラエティ番組。正式タイトルは『社会経済初心者テキスト ざっくりマンデー!! ～大事なとこだけ、だいたいわかる!～』（しゃかいけいざいしょしんしゃテキスト ざっくりマンデー だいじなとこだけだいたいわかる）である。製作局のTBSでは、2008年10月7日（6日深夜）から2010年3月24日（23日深夜）まで放送。番組タイトルに「マンデー」とある通り、TBSでは当初、火曜0:59 - 1:29（月曜深夜）に放送されていたが、2009年10月より放送時間が水曜0:34 - 0:59（火曜日深夜）に変更された。

## 概要
毎週いくつかのテーマに沿って経済について、"ざっくり"と必要最小限の情報を伝える。毎週日曜日早朝に放送されている『がっちりマンデー!!』の派生番組との位置づけで開始された。
経済に関するメインテーマのほかに、視聴者から寄せられた日常の素朴な疑問について非常に短い時間で解説するVTRも放送された。VTRで出演するコメンテーターは「ざっくり言うと」と言いながら両手で栗の形を作ってから説明を始めるのが恒例であった。また、番組では司会の小倉優子と杉山真也の両名が同じ年齢であることも強調された。
まだ司会業に初々しさが残る杉山に頑張ってもらおうと、番組収録後にスタッフによる番組内コーナーについての「むちゃぶりクイズ」が行われ、その模様が番組公式サイト内で毎月1回、公開されていた。
本番組は2010年3月24日（23日深夜）をもって終了し、後継番組として『がっちりアカデミー!!』が同年4月16日から2011年9月16日まで放送された。

## 出演者
番組進行
- 小倉優子
- 杉山真也（TBSアナウンサー）

ゲストコメンテーター
以下のうち1人が出演。
- 森永卓郎（経済アナリスト）
- 杉尾秀哉（TBS解説・専門記者室長）
- 池上彰（ジャーナリスト）
- 細野真宏（予備校講師）
- 内藤忍（マネックス・ユニバーシティ代表取締役社長）

2009年3月18日（17日深夜）から2010年1月13日（12日深夜）までは森永と杉尾が交代で出演、同年1月20日（19日深夜）以降は森永のみが出演した。
このほか、タレントがゲスト出演した。2010年1月13日（12日深夜）までは1人だったが、同年1月20日（19日深夜）から3月17日（16日深夜）までは5人となった。
2010年3月24日（23日深夜）放送の最終回「復習スペシャル」にはゲストは出演せず、小倉と杉山のみで進行した。

## 放送時間とネット局
| 放送対象地域   | 放送局               | 系列    | 放送日時                           | 備考       |
| -------------- | -------------------- | ------- | ---------------------------------- | ---------- |
| 関東広域圏     | TBSテレビ (TBS)      | TBS系列 | 水曜 0時34分 - 0時59分（火曜深夜） | 制作局     |
| 中京広域圏     | 中部日本放送 (CBC)   | TBS系列 | 水曜 0時34分 - 0時59分（火曜深夜） | 同時ネット |
| 北海道         | 北海道放送 (HBC)     | TBS系列 | 土曜 0時29分 - 0時59分（金曜深夜） |            |
| 山形県         | テレビユー山形 (TUY) | TBS系列 | 火曜 0時29分 - 0時54分（月曜深夜） |            |
| 福島県         | テレビユー福島 (TUF) | TBS系列 | 火曜 1時24分 - 1時49分（月曜深夜） | 28日遅れ   |
| 石川県         | 北陸放送 (MRO)       | TBS系列 | 火曜 9時55分 - 10時20分            | 76日遅れ   |
| 静岡県         | 静岡放送 (SBS)       | TBS系列 | 火曜 0時59分 - 1時29分（月曜深夜） |            |
| 岡山県・香川県 | 山陽放送 (RSK)       | TBS系列 | 火曜 0時29分 - 0時54分（月曜深夜） |            |
| 福岡県         | RKB毎日放送 (RKB)    | TBS系列 | 金曜 0時29分 - 0時54分（木曜深夜） | 10日遅れ   |
| 鹿児島県       | 南日本放送 (MBC)     | TBS系列 | 水曜 0時20分 - 0時45分（火曜深夜） |            |
| 沖縄県         | 琉球放送 (RBC)       | TBS系列 | 月曜 15時23分 - 15時49分           |            |

- CBCでは、一時期再放送が行われた（火曜 10:55 - 11:20、2009年4月6日放送分から）。
- RSKでは、地デジのEPGでは23:59からの『月光音楽団』を含めて『月曜ミッドナイト』との名称の1時間番組として表示される。新聞の番組表では個別番組として掲載された。
- IBC岩手放送ではTBSでの放送終了後の2011年4月より木曜日9:55 - 10:20に放送が開始された。

## スタッフ
- ナレーター：沼尾ひろ子、小野寺一歩、☆ヤンヒロコ☆
- 構成：都築浩
- リサーチ：ワイズプロジェクト
- テクニカルマネージャー：金澤健一
- テクニカルディレクター：神沢哲也
- カメラ：白井昭至
- ビデオエンジニア：姫野雅美
- 照明：中川剛
- 音声：原田光
- 美術プロデューサー：横井直行
- 美術デザイン：山口智広
- 美術制作：鈴木康裕
- 装置：森田正樹
- 大道具操作：岡田健助
- 装飾：深山健太郎
- 植木装飾：吉野敏晴
- CGデザイン：teevee graphics|teevee graphics, inc.
- メイク：南尾よし子、HAPP'S [要検証 – ノート]
- スタイリスト：石村英理、伊藤明子
- 編集：勝呂康英、服部美里
- MA：大木久雄
- 音効：太田光則
- タイムキーパー：鈴木裕恵
- 番宣：小林久幸
- デスク：松崎由美
- アシスタントディレクター：喜田浩文
- アシスタントプロデューサー：鈴木愛子
- ディレクター：奈良部隆久、照井有、真鍋正孝、森辰雄
- 演出：河本誠司
- プロデューサー：大松雅和・金原将公（バラエティ制作センター）／ 杉村和彦（ZIPPY）
- チーフプロデューサー：合田隆信
- 技術協力：ヌーベルバーグ、IMAGICA、ZACK
- 制作協力：ZIPPY PRODUCTION
- 製作著作：TBS